# Lucius Caecilius Iucundus

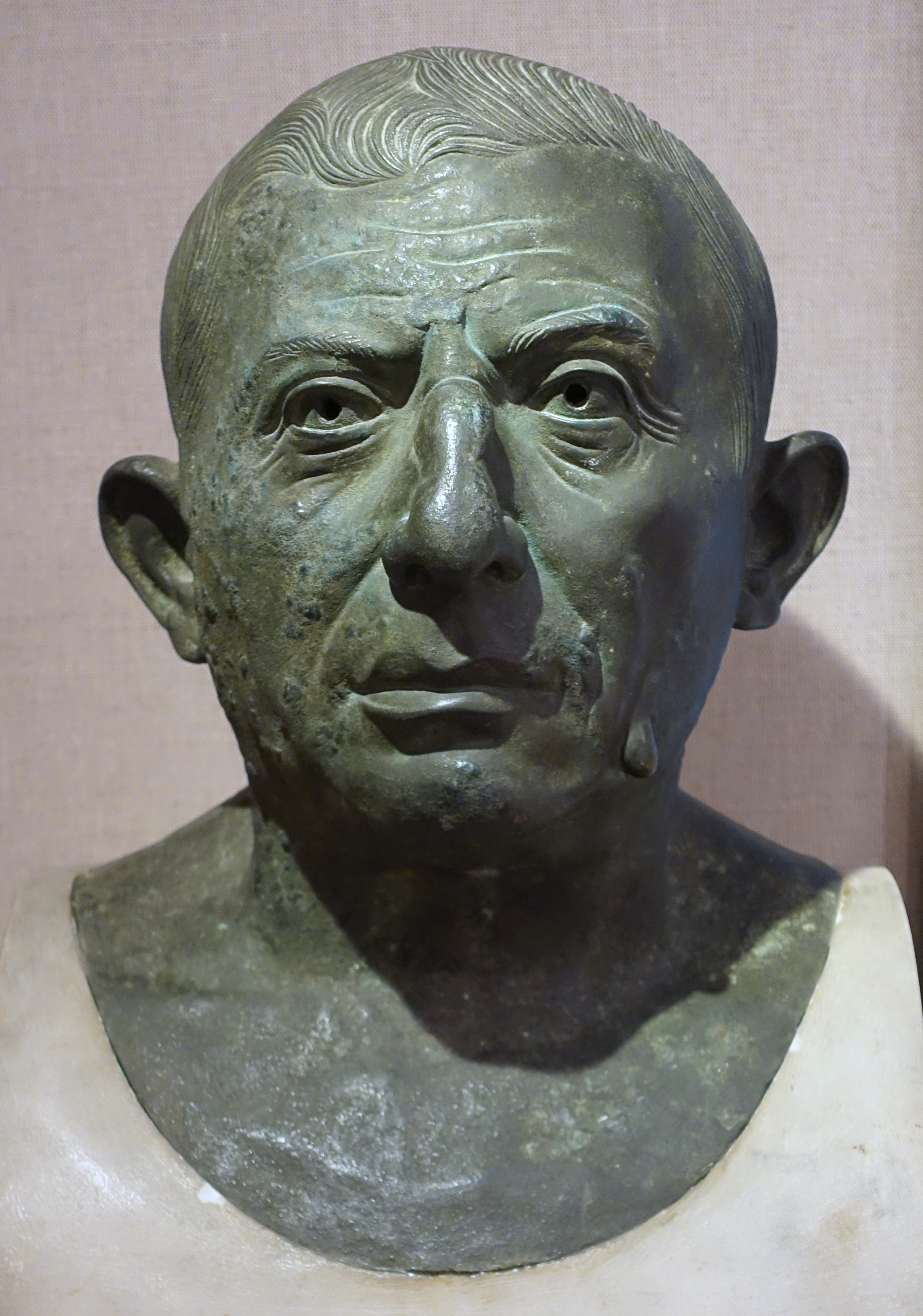
Caecilius Iucundus

Lucius Caecilius Iucundus († 62 oder später) war ein Bankier und Steuerpächter im antiken Pompeji. Sein Name und seine Tätigkeiten sind überliefert, weil eine Anzahl der Quittungen über seine Geschäfte erhalten sind.

## Die Person
Über Lucius Caecilius Iucundus als Person ist wenig bekannt. Der Name seines Vaters Lucius Caecilius Felix ist überliefert, da er unter den ministri Augusti Mercuri Maiae im Jahr 1 n. Chr. geführt ist. Er findet sich auch auf einer der Quittungen. Lucius Caecilius Felix war ein Freigelassener eines Mitglieds einer der bedeutenden römischen Familien, der Caecilier, und gelangte selbst zu großem Wohlstand und Ansehen, wie eine Bronzebüste im Hause seines Sohnes belegt. Die ältere Literatur nahm an, dass die aufgefundene Büste Iucundus selbst zeigt, die Neuere hingegen geht aufgrund stilistischer Merkmale davon aus, dass sie den Vater darstellt.
Auf Lucius Caecilius Iucundus beziehen sich mehrere in Pompeji aufgefundene Wahlempfehlungen an einer Ladenwand links seines Hauses. Auch ist sein Name auf einer Amphore in einem anderen Laden vermerkt: Caecilio Iucundo ab Sexto Metello. Iucundus besaß eines der wenigen unterkellerten Häuser in Pompeji. Die in seinem Haus gefundenen zahlreichen, teilweise erotischen, Fresken befinden sich heute im Archäologischen Nationalmuseum in Neapel. Unklar ist, ob Iucundus Besitzer einer Villa in Boscoreale war. Da die letzten erhaltenen Quittungen wenige Tage vor dem Erdbeben datiert sind, das in Pompeji am 5. Februar 62 große Schäden anrichtete, kam er möglicherweise dabei ums Leben. Anderseits könnten zwei Reliefs vom Altar in seinem Haus auch als Dank für seine Rettung in dieser Katastrophe gedeutet werden.

## Die Quittungstafeln
Am 3. und 5. Juli 1875 wurde das Haus des Lucius Caecilius Iucundus unter der Leitung von Giuseppe Fiorelli ausgegraben (Regio V, 1, 26). Dabei fand sich sein calendarium, also ein hölzerner Kasten zur Aufbewahrung von wichtigen Dokumenten im Gang oberhalb des Peristyls. Im calendarium befanden sich 151 hölzerne Tafeln, teils zweiflügelig (Diptycha) und  – mehrheitlich – dreiflügelig (Triptycha). Die Tafeln sind zwischen 10 und 14,5 cm breit und ca. 7 cm hoch. Die ursprüngliche beschriftete Wachsschicht war zwar nicht mehr erhalten, der Griffel, mit dem die Täfelchen beschriftet waren, ritzte aber das darunterliegende Holz an, so dass die Wörter, Zahlen und Buchstaben erkennbar sind. Der Inhalt der Tafeln wurde zuerst in Italien 1876 publiziert, 1877 mit Kommentar von Theodor Mommsen im Hermes. Karl Zangemeister veröffentlichte sie im Supplementband I zum Band IV des Corpus Inscriptionum Latinarum. Zwei weitere Tafeln wurden 1887 in einem Haus der Regio VIII, 2, aufgefunden, so dass insgesamt 153 Tafeln bekannt sind. 59 davon sind datiert, der Zeitraum der Ausstellung der Quittungen erstreckt sich mit Ausnahme zweier Tafeln von 52 bis 62. Eine stammt aus dem Jahr 15 und ist auf den Namen des Vaters von Iucundus ausgestellt.

## Der Inhalt der Tafeln
Die Tafeln sind Quittungen über bestimmte Geldbeträge und Zahlungsfristen aus unterschiedlichen Rechtsgrundlagen. Iucundus betätigte sich zunächst als Handelsbankier und später als coactor bei den Steuereinnahmen. Die Beträge wie auch die Fristen sind unterschiedlich, sie reichen von 342 bis 38.079 Sesterzen und von wenigen Tagen bis zu zehn Monaten. Die Gegenstände bei den Quittungen, die Kaufverträge betreffen, sind ebenfalls höchst verschieden, beispielsweise Baumwolle, Sklaven oder Esel. Bis zum Jahr 57 lautete eine Formel beispielsweise:

„2000 Sesterzen. L. Titus hat bestätigt (dixit), daß er diese Summe, die [dem Käufer] versprochen war, laut Stipulation von L. Caecilius Iucundus für eine Auktion des L. Titus am 1. Februar voll erhalten hat, abzüglich der Kosten des L. Caecilius Iucundus von 2 %. Gegeben zu Pompeji, am 15. Tag vor den Kalenden unter dem Konsulat des L. Drusus und P. Clodius.“

Iucundus zog seinen Gewinn hierbei aus den Gebühren, die er dafür erhob, dass er dem Käufer das Geld vorstreckte und es dem Verkäufer sofort zur Verfügung stellte. Ab 57 ändert sich die Formel. Anstelle des dixit tritt scripsi:

„Ich, L. Titus habe geschrieben (scripsi), daß ich die Summe von 6252 Sesterzen für einen Verkauf aus den Händen des L. Caecilius Iucundus erhalten habe, abzüglich der Kosten, nachdem ich die Quittung überprüft habe.“

Die ältere Form der Quittung wird vom Typ als perscriptio, die andere als chirographum bezeichnet. Oft treten Sklaven als Zeugen oder Unterzeichner auf, die für ihre Herren die Geschäfte tätigen. Weil diese auch griechisch beherrschten, sind einige Quittungen in griechischer Sprache verfasst.
Iucundus gab die Tätigkeit als Bankier anhand der Quittungen wohl in den späten Jahren fast ganz auf und trat weit überwiegend als coactor der Kolonie und der Steuereinnehmer in Erscheinung. Iucundus quittierte für verschiedene Steuerarten, städtische Pachtzinsen für Land (avitum et patritum), Pacht für eine Walkerei (fullonica), Pacht für Weideland (pascua) und Standgebühren für Marktteilnehmer (mercatus) wurden von ihm quittiert. Einen Teil seines Gewinnes zog er wohl daraus, dass er den Steuereinnehmern gegen Zinsen Zahlungserleichterungen verschaffte.